# 佐賀市立赤松小学校
佐賀市立赤松小学校（さがしりつ あかまつしょうがっこう）は佐賀県佐賀市中の館町にある公立小学校。

## 概要
歴史
1908年（明治41年）に「赤松尋常小学校」として創立。数回の改組・改称を経て、現校名になったのは1947年（昭和22年）。2023年（令和5年）には創立115周年を迎えた。
校章
校名の頭文字である「赤」の文字を図案化したデザインとなっている。
校歌
作詞は川島庄一郎、作曲は益山謙吾による。歌詞は2番まであり、両番の歌詞中に校名の「赤松」が登場する。
通学区域
佐賀市のうち、「水ケ江一～四丁目、水ケ江五丁目（6番28～40号を除く、7番13～40号、8番～10番を除く）、水ケ江六丁目（1番～4番）、城内一～二丁目、堀川町、中の館町、赤松町、鬼丸町、与賀町（18・25～27・29～39・45～50・56～65・70～76・130・131・143～153・1330・1331・1333～1359・1364～1371・1375・1376番地・4番13～28号を除く）、松原三丁目（1番）、松原四丁目（1番・2番）、今宿町（1番24～28号・6番1～6号）、川原町（1番1～4号・1番42～49号）、朝日町（1番・2番1～16号・3番19～39号を除く、4番1～19号・5番28～58号・6番・7番を除く）」。中学校区は佐賀市立城南中学校。

## 沿革
- 1908年（明治41年）4月 - 尋常科（6年制）を設置の上、「赤松尋常小学校」が創立。佐賀高等小学校と佐賀市議会の一室を仮校舎とする[2]。
- 1911年（明治44年）4月 - 佐賀県師範学校（佐賀大学教育学部の前身）代用附属小学校となる[3]。
- 1917年（大正6年）3月 - 代用附属小学校を終了[3]。
- 1941年（昭和16年）4月1日 - 国民学校令施行により、「佐賀市赤松国民学校」に改称。尋常科を初等科に改める。
- 1947年（昭和22年）4月1日 - 学制改革が行われ、赤松国民学校の初等科は、新制小学校「佐賀市立赤松小学校」（現校名）に改組・改称。
- 1951年（昭和26年）8月 - 給食室が完成。
- 1962年（昭和37年）6月 - プールが完成。
- 1993年（平成5年）- 旧・佐賀市立城南中学校跡地（現在地）に移転を完了。
  - 旧校舎の所在地 - 佐賀市城内二丁目18番17号[4]（北緯33度14分43.7秒 東経130度18分06.2秒 / 北緯33.245472度 東経130.301722度）
  - 佐賀県による佐賀城内公園整備計画により、旧校舎は解体され、佐賀城跡遺構調査が行われた[5]。跡地には佐賀県立佐賀城本丸歴史館が建設され[6]、2004年（平成16年）8月に開館した。
- 2008年（平成20年）- 創立100周年記念式典を挙行。
- 2009年（平成21年）1月 - 創立100周年を記念して、佐賀県立佐賀城本丸歴史館の西門付近に、校名の赤松にちなみ、赤色の御影石で作られた「佐賀市立赤松小学校跡」碑が建立された[7]。
- 2017年（平成29年）1月 - 赤松小学校に長年伝わる、日本地図をかたどった石組みの庭園が改修[8]。

## 著名な出身者
- 島田洋七（1962年卒、漫才師・タレント・作家 「佐賀のがばいばあちゃん」）

## 交通
最寄りの鉄道駅
- JR九州 長崎本線 「佐賀駅」

最寄りのバス停留所
- 佐賀市営バス 平松循環線・広江線「赤松小学校前」停留所

最寄りの幹線道路
- 本丸通り・堀端西通り「赤松小学校」交差点

## 周辺
- 佐賀城跡・佐賀県立佐賀城本丸歴史館
- 佐賀県立美術館・佐賀県立博物館
- 佐賀大学教育学部附属小学校
- 佐賀大学教育学部附属中学校
- 佐賀市立赤松公民館
- 円蔵寺
- 高円寺

## 参考資料
- 「佐賀市史 第3巻 (近代編 明治期) (PDF) 」（1978年（昭和53年）9月30日, 佐賀市）p.139～p.205 二.明治前期の教育 - 佐賀市ウェブサイト
- 「佐賀市史 第3巻 (近代編 明治期) (PDF) 」（1978年（昭和53年）9月30日, 佐賀市）p.744～p.772 十.明治後期の教育と文化 - 佐賀市ウェブサイト

## 関連事項
- 佐賀県小学校一覧